# Melanodolius brevicornis
Melanodolius brevicornis là một loài tò vò trong họ Ichneumonidae.